# Parlement van Ghana
Het Parlement van Ghana (Engels: Parliament of Ghana) is de wetgevende macht van de Republiek Ghana. Het Parlement telt 275 leden die worden gekozen voor een periode van vier jaar middels het meerderheidsstelsel.
Voorloper van het huidige Parlement is de Nationale Vergadering (National Assembly) die in 1957 - het jaar van de onafhankelijkheid van Ghana - werd opgericht. De eerste verkiezingen voor de Nationale Vergadering vonden in 1965 plaats. Ghana was toen een eenpartijstaat en de enige legale partij, de Convention People's Party van president Kwame Nkrumah won alle 1987 zetels. Het regime van Nkrumah kwam in 1966 middels een staatsgreep ten val en Ghana kreeg een meerpartijenstelsel in 1969 vonden de eerste verkiezingen plaats op basis van het meerpartijenstelsel. In 1972 vond er wederom een staatsgreep plaats en de eerstvolgende verkiezingen vonden pas weer plaats in 1979. In december 1981 greep luitenant Jerry Rawlings de macht. Hij verbood alle partijpolitieke activiteiten en het parlement werd ontbonden. Rawlings democratiseerde zijn bewind vanaf het einde van de jaren tachtig en in 1992 kreeg Ghana een nieuwe grondwet die per referendum werd goedgekeurd. Voortaan droeg de legislatuur van het land de naam Parliament of Ghana. In datzelfde jaar vonden er voor het eerst in meer dan twaalf jaar verkiezingen plaats die werden gewonnen door het National Democratic Congress (NDC) van president Rawlings. De NDC verwierf bijna alle zetels in het Parlement. Ook bij de verkiezingen vier jaar later bleef de NDC de partij met de meeste zetels in het Parlement. In 2000 loste de New Patriotic Party (NPP) de NDC als grootste partij af. In feite kent Ghana sindsdien een stelsel met twee dominante partijen. 
Bij de verkiezingen van 2020 behaalden de NPP en de NDP elk 137 zetels. De enige overgebleven zetel ging naar een onafhankelijke kandidaat. Voorzitter van het Parlement is Alban Bagbin (NDC).

## Zetelverdeling

Zetelverdeling na de verkiezingen van 2020